# HMS Safari
El HMS Safari fue un submarino de la tercera generación de la clase S construido para la Marina Real Británica durante la Segunda Guerra Mundial. Fue puesto en servicio en 1942 y fue asignado para operar en el mar Mediterráneo. Durante el transcurso de la guerra, el Safari hundió veinticinco barcos, la mayoría de los cuales eran italianos.
El Safari fue botado el 5 de junio de 1940 en Birkenhead, botado el 18 de noviembre de 1941 y puesto en servicio el 14 de marzo de 1942 en Holy Loch. Entre mayo y agosto de 1942, el Safari patrulló en el Mediterráneo occidental, con base en Gibraltar. Después de dos intentos fallidos de atacar barcos enemigos durante una primera patrulla en el mar de Alborán, el Safari realizó una segunda patrulla, hundiendo su primer barco, el mercante italiano Adda. En su siguiente patrulla, escoltó al convoy aliado en la Operación Pedestal, luego hundió dos barcos adicionales y dañó otro. El 12 de septiembre, el Safari fue reasignado a la 10.ª Flotilla de Submarinos en Malta, con la que realizó dos patrullas en el mar Adriático, hundiendo un barco y dañando varios más. Luego, el Safari operó frente a Sicilia, evadiendo un ataque de aviones alemanes y luego hundiendo dos barcos. El 18 de noviembre, el Safari disparó un torpedo a barcos anclados en Ras Ali, Libia; pero el torpedo pasó por debajo, impactando y destruyendo el malecón del puerto a lo largo de una longitud de 25 metros (82 pies), matando a cinco hombres.
El Safari hundió cinco barcos y luego fue asignado a la 8.ª Flotilla de Submarinos en Argel. Durante una patrulla frente a Nápoles, fue bombardeado por error por aviones británicos, pero no sufrió daños; el Safari hundió cuatro barcos y luego realizó operaciones especiales, desembarcando hombres en Sicilia y luego en Cerdeña. Después de un ataque de un destructor italiano en el que no sufrió daños, el Safari realizó dos patrullas durante los desembarcos aliados en el norte de África, hundiendo cuatro barcos. El Safari regresó a Inglaterra el 8 de septiembre de 1943 y realizó operaciones de entrenamiento con la 7.ª Flotilla de Submarinos, interrumpidas por una breve patrulla frente a Noruega para protegerse contra una posible salida a Alemania del acorazado alemán Tirpitz.
Después del final de la Segunda Guerra Mundial, el Safari fue puesto en reserva y luego vendido como chatarra el 7 de enero de 1946. Sin embargo, se hundió frente a Portland al día siguiente mientras era remolcado al astillero de desguace.

## Hundimiento
Después del final de la Segunda Guerra Mundial, el Safari fue puesto en reserva y luego vendido a J. Cashmore para su desguace el 7 de enero de 1946. Al día siguiente, el barco se hundió en ruta a los astilleros de desguace al sureste de la isla de Pórtland.